# Mog Corb
Mog Corb, Mug Corb, Modhcorb, Modh Corb, "inserviente del carro" (fl. V secolo a.C.), è stato un leggendario re supremo d'Irlanda del V secolo a.C., figlio di Cobthach Cáem.
Dopo aver ucciso Meilge Molbthach, regnò per sette anni prima di essere ucciso da Aengus Ollamh.

## Fonti
- Seathrún Céitinn, Foras Feasa ar Éirinn 1.30
- Annali dei Quattro Maestri M4694-4701